# Sex (EP)
Sex es un EP de la cantante estadounidense Tila Tequila, que fue lanzado el 20 de marzo de 2007 bajo la discográfica basada en Washington, The Saturday Team. El 27 de julio de 2007, el sitio web Italiano MusicBlob reveló que The Saturday Team y la distribuidora Icon Music Entertainment Services demandaron a Tila Tequila por haber violado el contrato sobre su álbum. El 22 de septiembre de 2008, el EP fue lanzado en los Estados Unidos en iTunes Store con una etiqueta de contenido explícito.

## Lista de canciones
1. "Intro" – 3:05
2. "Sex" – 3:41
3. "Little Brat" – 3:12
4. "Rat Room" – 3:24
5. "Summer Nightfalls" – 2:55
6. "Lipstick Flavored Cherries" – 3:49[2]